# Karl Dalheimer
Karl Robert Dalheimer (* 5. November 1907 in Geestemünde; † 20. Juli 1986 in Bremen) war deutscher SS-Obersturmführer, Leiter der Abteilung I/II (Personalwesen und Wirtschaftsangelegenheiten) beim Kommandeur der Sicherheitspolizei und des SD (KdS) in Minsk und verurteilter Kriegsverbrecher.

## Leben
Dalheimer war Sohn des Drehers Rudolf Dalheimer. Von 1913 bis 1921 besuchte er in Oldenburg die Volksschule. Danach absolvierte er eine kaufmännische Lehre in einem Bankgeschäft in Schwel und arbeitete bis 1926 bei verschiedenen Firmen in seinem erlernten Beruf. Zum 1. Mai 1933 trat er der NSDAP bei (Mitgliedsnummer 3.155.101). Am 15. August 1935 wurde er zur Politischen Polizei in Delmenhorst versetzt, aus der er Anfang 1938 als Versorgungsanwärter ausschied. Am 4. Juli 1939 wurde er Mitglied der SS. Im Jahre 1941 wurde er zum Polizeiinspektor ernannt. Später diente er bei der Stapoleitstelle Wien, wo er Verwaltungsangelegenheiten bearbeitete.
Von Herbst 1941 bis Mai 1945 wurde er bei der Stapostelle Kattowitz tätig. Von November 1942 bis Frühjahr 1944 wurde er zur Dienststelle des KdS in Minsk abgeordnet, wo er in der Abteilung I/II (Personalwesen und Wirtschaftsangelegenheiten) das Kassen- und Rechnungswesen leitete. Als das Minsker Ghetto im Herbst 1943 aufgelöst wurde, war Dalheimer an dieser Aktion als Schütze bei einer der folgenden Massenerschießungen beteiligt. Auch bei der Erschießung von 300 Minsker Männern, Frauen und Kindern als Vergeltung für das Attentat auf den Generalkommissar Wilhelm Kube im Herbst 1943 war Dalheimer als Schütze eingesetzt. Anfang 1944 kehrte er zu seiner alten Dienststelle nach Kattowitz zurück. Bei Heranrücken der Roten Armee setzte er sich im Januar 1945 nach Chemnitz ab.
Nach Kriegsende lebte er in Oldenburg und arbeitete dort bis Ende 1954 als Ziegelei- und Bauarbeiter, bevor er im Januar 1955 beim Landesverband der Heimkehrer in Bremen eine Anstellung als Bilanzbuchhalter fand. Am 11. Mai 1960 wurde er festgenommen. Das Landgericht Koblenz verurteilte ihn am 21. Mai 1963 wegen Beihilfe zum Mord zu vier Jahren Zuchthaus. Nach seiner Entlassung aus der Haft arbeitete er bei einer Bremer Großhandelsfirma.